# Onagawa
Onagawa (japanska: 女川町?, Onagawa-chō) är en landskommun (köping) i Miyagi prefektur i Japan. 
Onagawa drabbades hårt vid jordbävningen vid Tohoku 2011. Den tsunamivåg som svepte in över staden dödade 827 människor och förstörde 70% av byggnaderna i staden.
I kommunen finns Onagawa kärnkraftverk. 